# Lechstaustufe 19 – Schwabstadl
Die Lechstaustufe 19 – Schwabstadl ist eine Staustufe des Lechs zwischen Landsberg am Lech und Augsburg und liegt am Flusskilometer 71,9 auf dem Gebiet der Gemeinde Scheuring im Landkreis Landsberg am Lech.

## Technik
Betreiber des Laufwasserkraftwerkes ist die Uniper Kraftwerke, die erzeugte Leistung beträgt 12,0 MW bei einer Fallhöhe von 9,6 m mithilfe von drei Kaplan-Turbinen.
Das Kraftwerk ist seit 1981 in Betrieb und wird in der Kraftwerksliste der Bundesnetzagentur als BNA1245 geführt.
Der erzeugte Strom wird von einer Schaltanlage vor Ort in das Netz der Bayernwerk AG eingespeist.
Der Ausbaudurchfluss des Kraftwerkes beträgt 142,5 m³/s, das Regelarbeitsvermögen 58.812 MWh pro Jahr.
Siehe auch: Liste von Wasserkraftwerken in Deutschland

## Stausee
Der sich südlich anschließende Stausee ist etwa 5,0 km lang und 0,3 km breit, er umfasst circa 90 ha. Östlich befindet sich auf der hier etwa 30 m hohen Lechleite die Burg Haltenberg, westlich erstreckt sich das Lechfeld.
Der südliche Teil des Stausees ist je nach Wasserablass der Lechstaustufe 18 als Fließstrecke zu betrachten.